# Kaiserklasse slagschepen
De Kaiser klasse was een scheepsklasse van vijf slagschepen van de Duitse Keizerlijke Marine, gemaakt voordat de Eerste Wereldoorlog uitbrak. Alle slagschepen van de Kaiser klasse hebben gevochten in de Eerste Wereldoorlog. De Kaiserklasse schepen waren de derde Dreadnoughttype slagschepen van de Duitse Keizerlijke Marine en de eerste Duitse slagschepen met turbinemotoren. De namen van de vijf schepen waren: Kaiser, Friedrich der Grosse, Kaiserin, Prinzregent Luitpold en König Albert. Zoals gebruikelijk in deze periode, beschikte de Duitse slagschepenover een lichter kaliber kanonnen (305mm) dan die van hun Britse rivalen (343mm), een voorbeeld is de Orion klasse.
Alle schepen van de Kaiser klasse kwamen in actie op de Noordzee. Ze dienden samen in de zesde divisie van het derde slageskader. Bij de Slag bij Jutland waren bijna alle Kaiser klasse slagschepen aanwezig; König Albert was in de haven. Alleen Kaiser heeft schade opgelopen tijdens de slag, het schip werd tweemaal geraakt met een hoog kaliber projectiel. Alle schepen namen deel aan Operatie Albion. Ze waren ingedeeld in het vierde slageskader, onder het commando van admiraal Wilhelm Souchon.
Aan het einde van de oorlog zijn alle vijf de schepen geïnterneerd in de Britse haven Scapa Flow. Op 21 juni 1919 werden ze tot zinken gebracht, zodat de Britse Marine de schepen niet zou gebruiken.

## Scheepseigenschappen

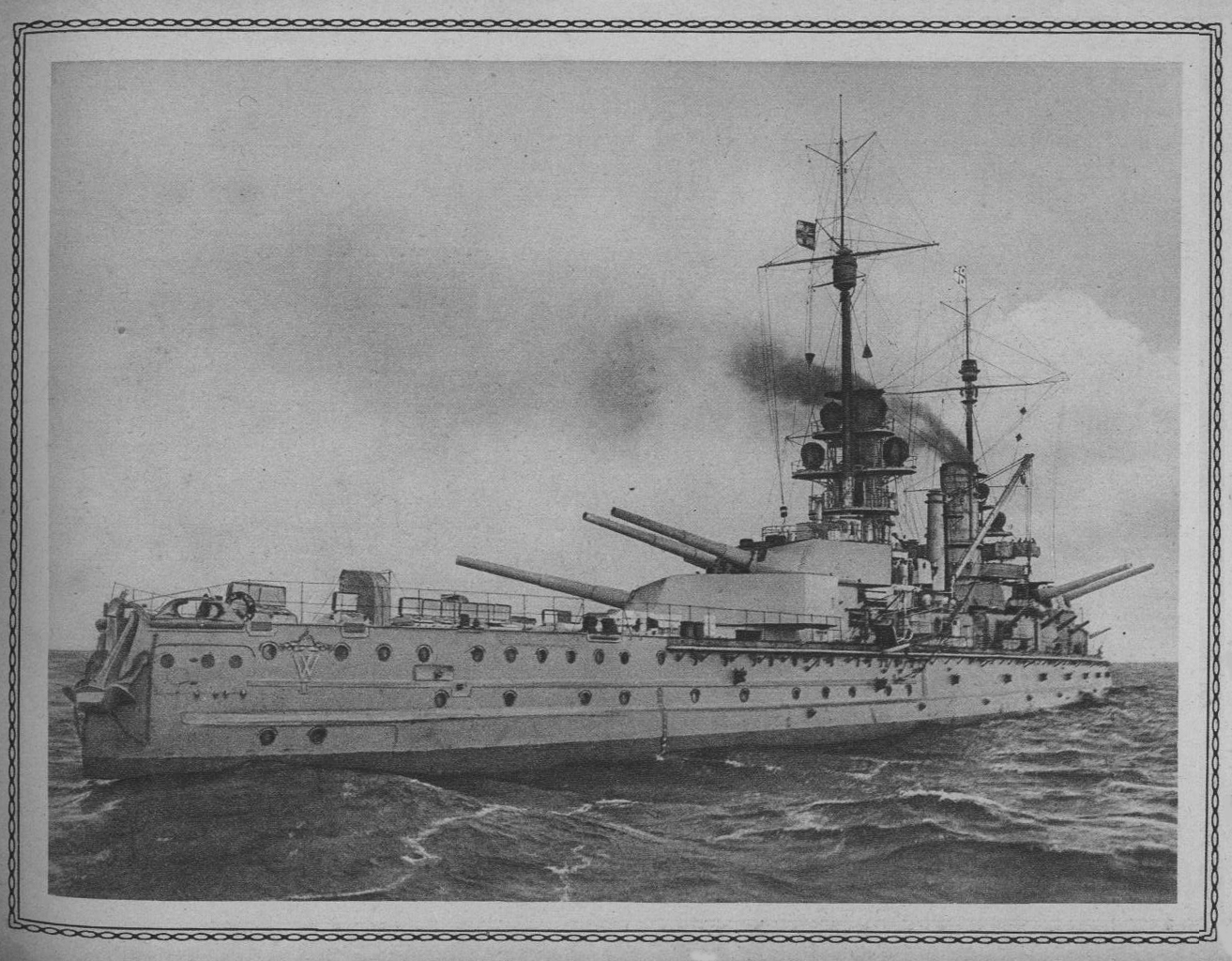
Kaiserklasse slagschip

De schepen van de Kaiser klasse waren 172,4 meter lang, hadden een breedte van 29 meter en een diepte van 9,1 meter. De waterverplaatsing van de schepen was 24.724 ton. De schepen hadden een bemanning van 1084 man. Met turbinemotoren van de Reichsmarineamt en C. A. Parsons and Company konden ze een maximumsnelheid van 21 knopen behalen en 14.600 kilometer varen. Het pantser midscheeps was 350 mm, bij de torens 300 mm, de batterijen 170 mm en van de commandotoren 350 mm. Ieder van de schepen beschikte over vijf 305mm dubbeltorens. Eén dubbeltoren was voor op het schip, twee midscheeps en twee achter. Deze kanonnen schoten met projectielen van 406 kilo, die gevuurd werden met een snelheid van 854 m/s. De maximale afstand van de projectielen was 16.299 meter. Verder hadden de schepen veertien 150mm-kanonnen, 88mm-kanonnen, 500 mm torpedobuizen en machinegeweren.

## Inzet

### Bombardement op Scarborough, Hartlepool en Whitby
De slagschepen van de Kaiserklasse waren de begeleiding van Duitse slagkruisers die Britse kustgebieden bestookte met granaten. Dit gebeurde op 15-16 december 1914. 

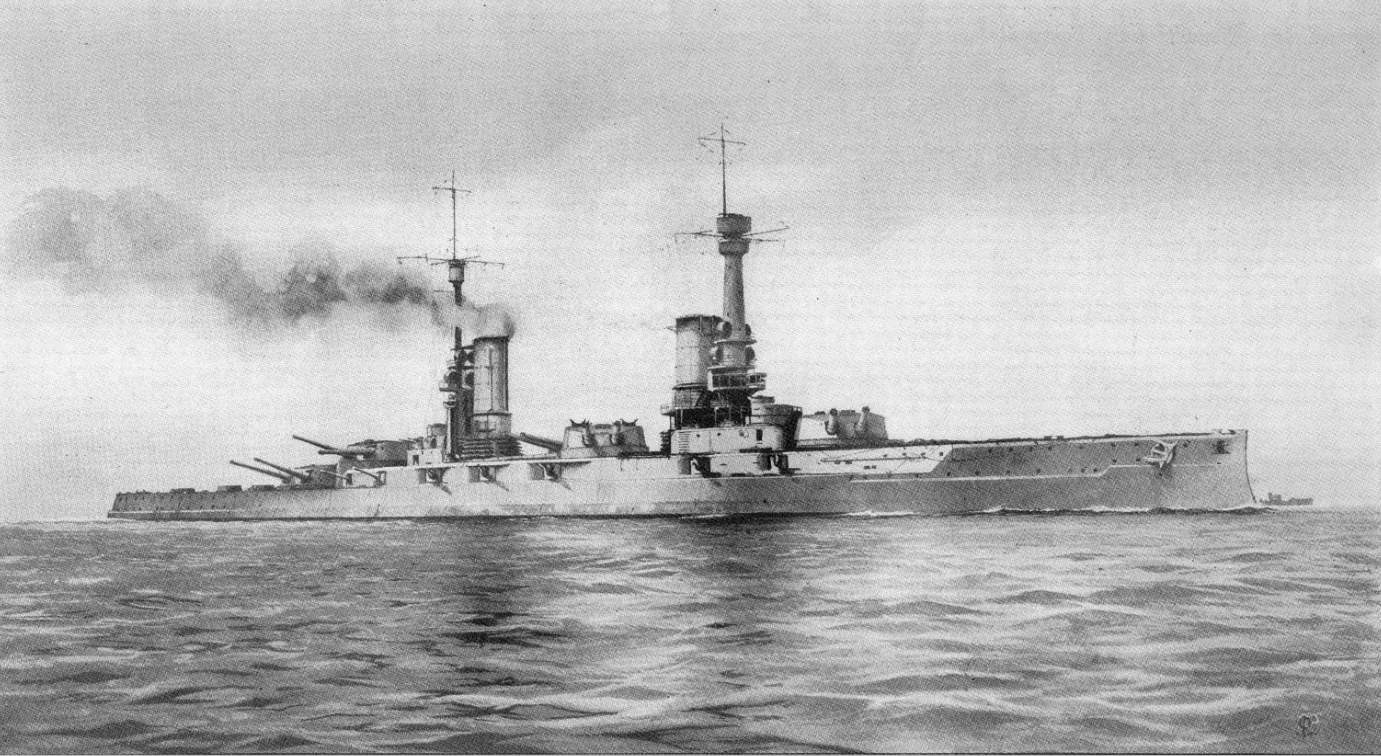
SMS Kaiser

### Slag bij Jutland
Alle schepen van de Kaiserklasse – behalve König Albert – hebben geparticipeerd in de Slag bij Jutland. Ze speelden geen grote rol in dit conflict. Tijdens de slag heeft Kaiser 224 keer geschoten met haar zware geschut en 41 keer met haar 150mm geschut, heeft Kaiserin 160 keer gevuurd met haar zware geschut en 135 keer met haar 150mm geschut, Prinzregent Luitpold 169 en 106 maal en Friedrich der Grosse 72 en 151 maal. De Kaiser incasseerde twee zware treffers, waarbij een bemanningslid gewond raakte.

### Operatie Albion
Begin september 1917, na de Duitse verovering van de Russische haven Riga, besloot de Duitse marine de Russische zeemachten die nog steeds de Golf van Riga bezaten, te verdrijven. Hiervoor plande de Admiralstab (het marine-opperbevel) een operatie in de archipel van Muhu, met name gericht op de Russische batterijen op het Sworbe-schiereiland (Ösel). Op 18 september werd opdracht gegeven voor een gezamenlijke operatie van de marine en het leger om de eilanden Ösel en Muhu te veroveren; de primaire vloot bestond uit het vlaggenschip, Moltke, samen met het 3e slageskader van de Hoge Zee Vloot. De divisie omvatte vier Königklasse slagschepen en werd tegen die tijd uitgebreid met het nieuwe slagschip Bayern. De andere divisie bestond uit de vijf slagschepen van de Kaiser-klasse. Samen met negen lichte kruisers, meerdere torpedoboten en tientallen mijnenvegers, telde de hele strijdmacht ongeveer 300 schepen en werd ondersteund door meer dan 100 vliegtuigen en zes zeppelins. De invasiemacht bedroeg ongeveer 24.600 officieren en dienstplichtigen. Tegenover de Duitsers stonden de oude Russische pre-dreadnoughts Slava en Tsarevitch, de pantsedekkruisers Bayan, Admiraal Makarov en Diana, 26 torpedobootjagers, verschillende torpedoboten, kanonneerboten en een garnizoen op Ösel van zo'n 14.000 mannen met kustbatterijen.
De operatie begon op 12 oktober, toen de slagschepen van de Kaiser-klasse de batterijen op het schiereiland Sworbe opnamen. Tegelijkertijd begonnen Moltke, Bayern en de Königs te vuren op de Russische kustbatterijen in de baai van Tagga. Koppig Russisch verzet in de Kassar Wick, de ingang naar Muhu Sound, vertraagde de Duitse opmars. Op 14 oktober werd Kaiser losgemaakt van de bombardementsmacht om de Russische torpedobootjagers te bevechten die de Duitse mijnenvegers bestookten. Onder de dekking van Kaisers 305mm kanonnen stormden de Duitse torpedoboten de Sound binnen. Tijdens de daaropvolgende botsing werd de Russische torpedobootjager Grom uitgeschakeld en uiteindelijk gezonken.
De Russische 305mm batterijen in Zerel bleven een aanzienlijk probleem, dus terwijl Kaiser de Russische torpedobootjagers ontwrichtte, bombardeerden Kaiserin, König Albert en Friedrich der Grosse Zerel met een bereik van 10 tot 17 kilometer. Russisch tegenvuur bleek accuraat, en dus moesten de Duitse dreadnoughts voortdurend van koers veranderen om te voorkomen dat ze zouden worden geraakt. De aanval duurde slechts een uur, vanwege de vrees voor mijnen en onderzeeboten. De volgende ochtend werden twee König-klasse slagschepen naar Muhu gestuurd om de Russische schepen die daar gestationeerd waren te vernietigen. König liet de pre-dreadnought Slava zinken, terwijl Kronprinz de terugtrekking van de resterende oorlogsschepen dwong. Op 20 oktober waren de marineoperaties effectief afgelopen; de Russische schepen waren vernietigd of gedwongen zich terug te trekken, en het Duitse leger bereikte zijn doelstellingen.

## Lot
In december 1918 is een groot gedeelte van de Duitse vloot, waaronder de vijf Kaiserklasse slagschepen, afgezonken in de haven Scapa Flow. De schepen werden gezonken omdat Duitsland volgens het Verdrag van Versailles te veel schepen had. In plaats van de schepen in te leveren bij Engeland, beval admiraal Ludwig von Reuter de schepen te laten afzinken.

## Nederland en de Kaiserklasse slagschepen
Toen Nederland in 1912 slagschepen overwoog voor de defensie van Nederlands-Indië, kwamen slagschepen soortgelijk aan de Kaiserklasse snel aan bod.
Friedrich Krupp Germaniawerft, overigens ook de ontwerpers en bouwers van de Kaiserklasse, had volgens historicus Anthonie van Dijk de meeste kans om de slagschepen te produceren.